# Кревалькоре
Кревалькоре (італ. Crevalcore) — муніципалітет в Італії, у регіоні Емілія-Романья,  метрополійне місто Болонья.
Кревалькоре розташоване на відстані близько 340 км на північ від Рима, 30 км на північний захід від Болоньї.
Населення — 13 504 особи (2014).
Щорічний фестиваль відбувається 31 грудня. Покровитель — San Silvestro.

## Демографія
Населення за роками:

Станом на 1 січня 2023 року в муніципалітеті офіційно проживало 2187 іноземців з 60 країн, серед них 527 громадян країн Євросоюзу та 35 громадян України.

## Сусідні муніципалітети
- Кампозанто
- Ченто
- Фінале-Емілія
- Нонантола
- Раварино
- Сан-Джованні-ін-Персічето
- Сант'Агата-Болоньєзе
- Бомпорто